# Celestia
«Celestia» (укр. Целе́стія) — вільна тривимірна астрономічна програма для Windows, Mac OS X та GNU/Linux.
Створена Крісом Лорелем і доступна на умовах GNU General Public License.
Програма, ґрунтуючись на Каталозі HIPPARCOS, дає змогу користувачеві розглядати об'єкти розмірами від штучних супутників до галактик в трьох вимірах, використовуючи технологію OpenGL. На відміну від більшості інших віртуальних планетаріїв, користувач може вільно подорожувати Всесвітом.
NASA та ЄКА використовують Celestia, але слід не плутати її з подібною програмою ЄКА, Celestia 2000.

## Функції програми
- Гід по програмі.
- Каталог Гіппарха (120 000 зірок).
- Затемнення Сонця і Місяця до 9999 року.
- Можливість створення фільмів у резолюції 720 × 576 пікселів (а також з високою роздільною здатністю HD — аж до 1920 × 1080).
- Можливість установки будь-якого часу віддаленого в минуле або майбутнє (хоча орбіти планет точні лише в межах декількох тисячоліть від теперішнього часу, а за 5 874 774 роком наступає арифметичне переповнення).
- Контури і межі сузір'їв.
- Орбіти планет (включаючи планети інших (не сонячних) зоряних систем), супутників планет (природних і штучних), астероїдів, комет та космічних літальних апаратів.
- Можливість показу назв всіх космічних об'єктів: галактик, зір, планет, супутників, астероїдів, комет.
- Можливість показу назв міст, кратерів, обсерваторій, долин, континентів, гір, морів та інших деталей поверхні.
- Інформація про радіус, віддаленість, тривалість зоряного дня і середню температуру планет.
- Інформація про віддаленість, яскравість світла щодо Сонця, спектральний клас, зовнішня температура і радіус зірок.
- Керування кількістю видимих зірок.
- Три різні типи зображення зірок.
- Ділянка огляду може бути різна від 120 градусів до 3,4 секунди дуги.
- Вікно програми може бути розділене на декілька частин, для перегляду кількох об'єктів одночасно (або різних планів одного об'єкта).
- Корекція положення зірок (унаслідок обмеженої швидкості світла) може вмикатися або бути проігнорованою.
- Обмежена підтримка джойстиків.
- Безліч доповнень.
- Широкі освітні уроки і плани уроків з використанням Celestia для викладачів (деталі нижче).

## Доповнення
Доступно понад 12 ГБ доповнень для розширення функціональних можливостей програми. Це результат активності маленького, але дуже продуктивного співтовариства користувачів. Доповнення розбиті на такі групи:

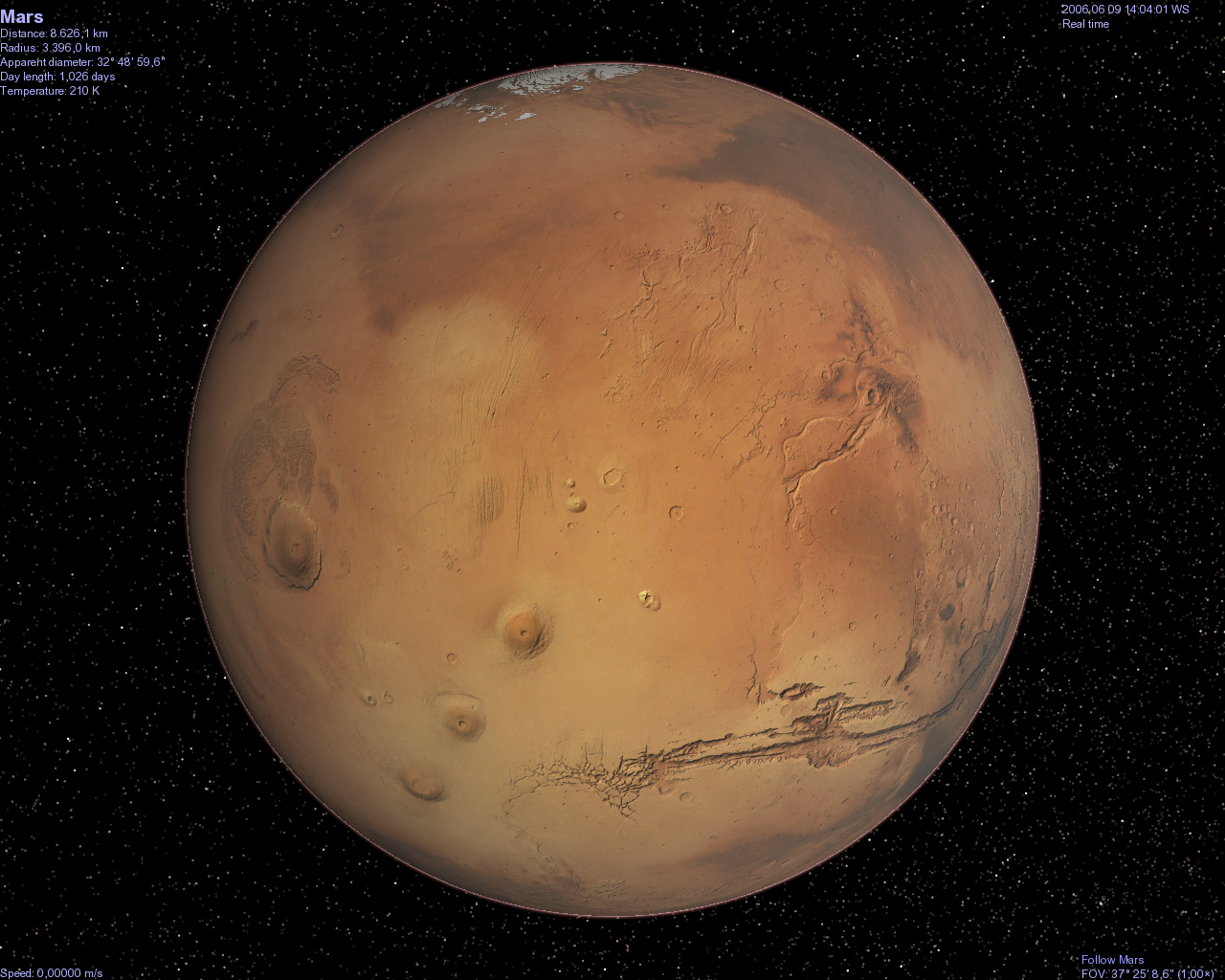
Текстура дуже високої роздільної здатності планети Марс

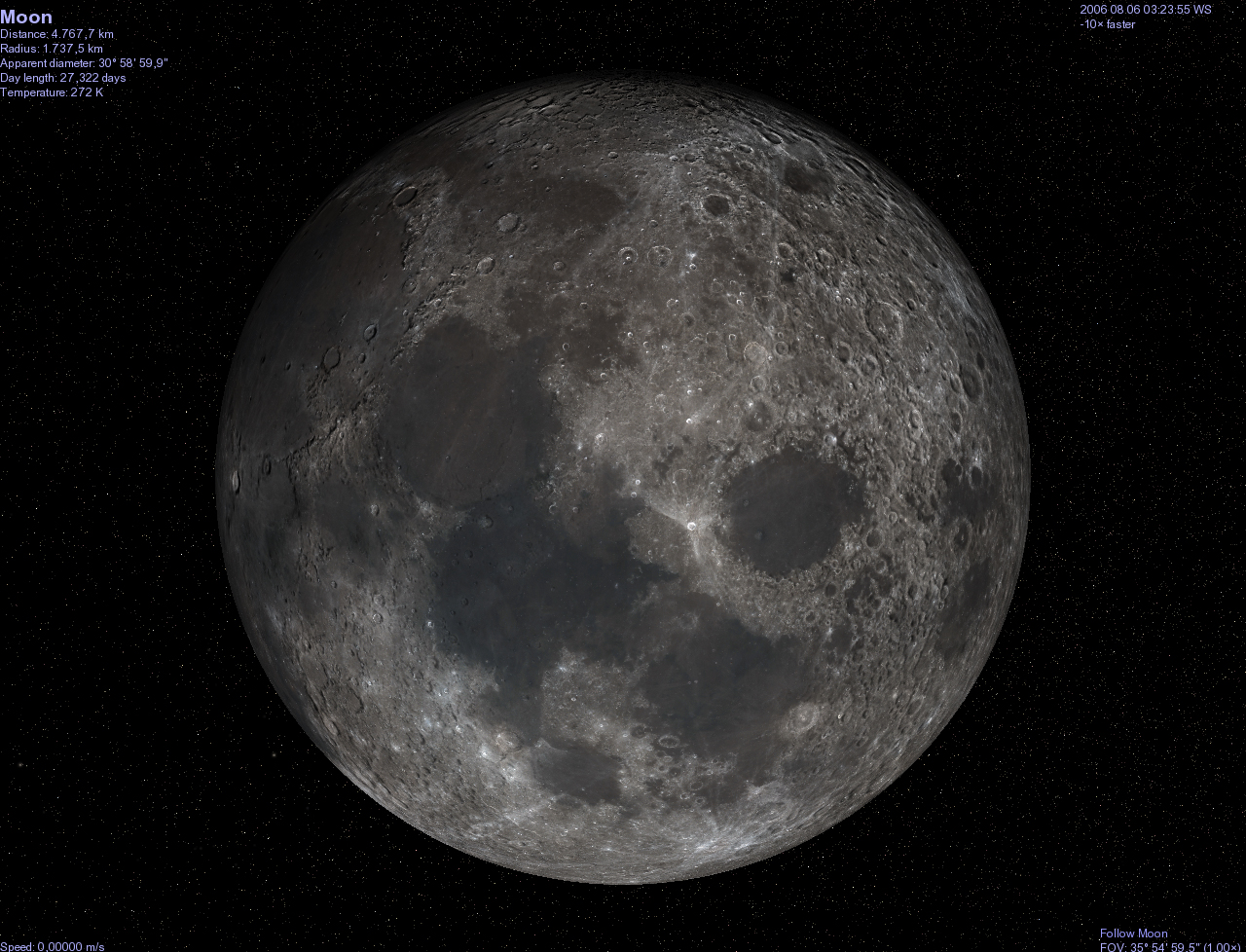
Текстура дуже високої роздільної здатності Місяця, що входить до стандартної програми

- Зображення і текстури. Користувачі можуть встановити реалістичні або фантастичні 3D текстури, скрипти і анімації. Існує навіть спеціальна версія програми для освітніх цілей (деталі нижче).

- 3D текстури і моделі для планети Земля, наприклад Стоунгендж і деякі міста, об'єкти і природні утворення на інших планетах, зокрема вигадані.

- Бази даних з космічними об'єктами від штучних супутників до зірок і галактик. За допомогою розширених баз даних можна додати близько двох мільйонів зірок, 10 000 галактик з точними розташуванням, орієнтацією, розмірами і кольорами. База даних Землі оперує 96 000 містами.

- Освітній сайт Celestia містить 12 сценаріїв космічних подорожей, що здійснюються за допомогою програми, понад 40 годин освітніх подорожей і уроків. Написані декількома мовами, для середніх і вищих навчальних закладів, ці матеріали можна проглядати за допомогою спеціально настроєної версії Celestia. Можна літати в космосі, відвідувати всі відомі планети і супутники Сонячної Системи, чорні діри, пульсари й нейтронні зорі, бачити повний цикл життя зірок, бути присутнім під час народження Місяця, що утворився в результаті зіткненні між Землею і іншою планетою 4 мільярди років тому, летіти пліч-о-пліч з більш ніж 40 моделями космічних літальних апаратів (Супутник-1, Міжнародна космічна станція, Apollo 11, Габбл (телескоп)…), наочно переконатися у величезних розмірах Всесвіту і навіть відвідати інші світи, розглядаючи тему SETI (Пошук позаземного розуму).

## Подібні програми
- KStars
- Orbiter[en]
- Stellarium
- NASA World Wind
- SpaceEngine